# Upplands runinskrifter 552
Upplands runinskrifter 552 är ett vikingatida runstensfragment av gulröd sandsten i Husby-Sjuhundra kyrka, Husby-Sjuhundra socken och Norrtälje kommun. U 552 är 0,27 gånger 0,27 meter stort. När man 1939 drog en värmeledning från skolan till kyrkan, påträffades fem runstensfragment alla tillhörande olika runstenar. U 552, och de andra fragmenten som hittades 1939 - U 549, U 550, U 551 och U 553 - förvaras i Husby-Sjuhundra kyrka.

## Inskriften
Translitterering av runraden:
...snur ' -...
Normalisering till runsvenska:
... ...
Översättning till nusvenska:
...